# Christian Steinbacher

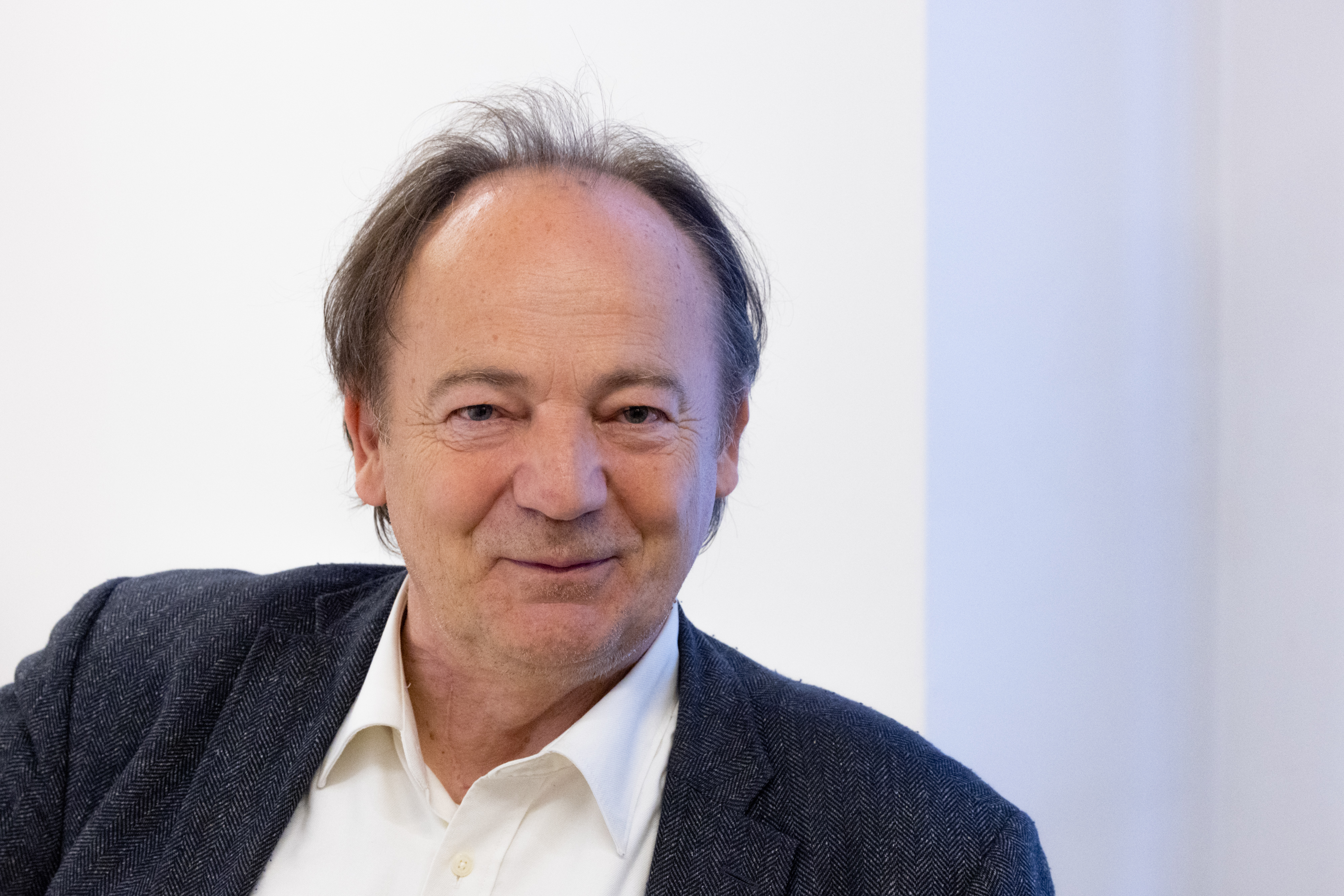
Christian Steinbacher (2023)

Christian Steinbacher (* 13. Mai 1960 in Ried im Innkreis) ist ein österreichischer Schriftsteller.

## Leben
Literarisch begann Steinbacher in den 1980er Jahren im Umfeld neuer, konzeptioneller und visueller Poesie. Vor allem in den 1990er Jahren realisierte er auch Sprech-Auftritte und Textinstallationen. Seither schreibt der seit 1984 in Linz lebende Autor in erster Linie Gedichte, poetische Prosa, Hörstücke und Essays.
Neben seinem literarischen Tun ist Steinbacher auch als Verleger und Herausgeber, Kurator, Veranstalter und Vermittler in Erscheinung getreten. So edierte er in den 1990er Jahren das Blattwerk, betreute seit Ende der 1980er Jahre das Literaturprogramm der Künstlervereinigung MAERZ (bis 2015, u. a. über die Reihe linzer notate), konzipierte und organisierte Ausstellungen, Symposien und Projekte wie z. B. anagramm 88 (Ottensheim und Linz 1988), Konzept und Poesie (mit Franzobel, Wien 1994), Drehpunkte zwischen Poesie und Poetologie heute (mit Thomas Eder, Alte Schmiede, Wien 1999/2000) und gründete 2005 das spartenübergreifende Poesie-Festival Für die Beweglichkeit.

## Auszeichnungen
- 2006 Kulturpreis des Landes Oberösterreich
- 2010 Literaturpreis Wartholz
- 2013 Heimrad-Bäcker-Preis[1]
- 2020 Kunstwürdigungspreis der Stadt Linz

## Publikationen
- DER BREI. eine hinaufarbeit-dung aus dem jahre 1983 gesetzt&ueberarbeitet 1986-87, Wien o. J. [1988].
- briefstempeltexte. Siegen 1988.
- a tempo. Linz/Wien 1988.
- ein-faches Werk-zeug. Wien o. J. [1990].
- mit Zsuzsanna Gahse: Klotzkopf. Hausgemachte Fiktionen. Edition Thanhäuser, Ottensheim 2009, ISBN 978-3-900986-69-8.
- Der Schluck auf der Lücke, (Hörstück), Wien 2010.
- Wovon denn bitte? Gedichte und Risse. Czernin Verlag, Wien 2019, ISBN 978-3-7076-0658-4.
- Dass es auch zählt: 9 Ziffern, 6 Hüte. Edition Thanhäuser, Ottensheim 2023, ISBN 978-3-903409-10-1.
- Gräser im Wind. Ein Abgleich. Mit Fotos von Elisa Andessner,  Czernin Verlag, Wien 2017, ISBN 978-3-7076-0617-1.
- Anne Carson: Übersetzung von Christian Steinbacher: If Not, Winter / fehlst du, ist Winter. Fragments of Sappho / Fragmente der Sappho. Das Versteck im Verlag von Urs Engeler, Schupfart 2023, ISBN 978-3-906050-73-7.

## Herausgeberschaft (Auswahl)
- Blattwerk 1–31, Linz/Wien 1994–2000 (darunter die Sammelbände linzer notate - positionen, 1994, Konzept und Poesie, mit Franzobel, 1996, Drehpunkte zwischen Poesie und Poetologie, mit Thomas Eder, 2000).
- Für die Beweglichkeit. Zwischen Strukturiertheit und Motorik, Linz 2005.
- Porträt Elfriede Czurda, (mit Florian Neuner), Linz 2006.
- Für die Beweglichkeit 2. Tiefenschärfen/Oberflächen, Linz 2007.
- Für die Beweglichkeit 3. Notizen, Ränder, Nomaden, Linz 2009.
- Zeitung Georg Jappe, Linz 2009.
- Chris Bezzel. isolde und tristan, (mit Florian Neuner), roughbook 022, Berlin, Hannover, Linz und Solothurn, 2012.
- Für die Beweglichkeit 4. Kreuzungen, Paraphrasen, (mit Florian Huber), Linz 2012.
- MAERZ 1913–2013, (mit Petra-Maria Dallinger und Fritz Lichtenauer), Linz 2013.